# Synegia pallens
Synegia pallens är en fjärilsart som beskrevs av Inoue 1982. Synegia pallens ingår i släktet Synegia och familjen mätare. Inga underarter finns listade i Catalogue of Life.